# Jeanne de Bar
Ne doit pas être confondu avec Jeanne de Marle.
Titre
Comtesse de Surrey et de Sussex
25 mai 1306 – 30 juin 1347
(41 ans, 1 mois et 5 jours)
Jeanne de Bar, née vers 1295 et morte le 31 août 1361, est une femme de la noblesse barroise et anglaise du XIVe siècle. Fille du comte Henri III de Bar et de son épouse Aliénor d'Angleterre, elle est une petite-fille du roi Édouard Ier d'Angleterre. Ce dernier la convoque en Angleterre dès 1306, alors qu'elle n'est qu'une enfant, afin de la marier : Jeanne devient comtesse de Surrey par son mariage avec John de Warenne. Cette alliance matrimoniale a pour but de rapprocher le comte de la couronne d'Angleterre et joue beaucoup dans les relations cordiales qu'il entretient avec Édouard Ier, puis son successeur Édouard II, oncle de Jeanne.
Pour autant, le mariage comtal ne porte guère ses fruits, puisque le comte entame dès 1314 une procédure pour faire annuler son union et ce dans le but de convoler avec ses maîtresses successives. Retournée dans ses terres natales en 1316, Jeanne accepte un semblant de réconciliation pendant les années suivantes avec son mari, mais la discorde se réinstalle rapidement entre les époux. Finalement veuve en 1347, Jeanne de Bar quitte à nouveau l'Angleterre pour le comté de Bar dont elle devient entre 1352 et 1356 régente pendant la minorité de son petit-neveu Robert. Elle retourne ensuite définitivement en Angleterre, où elle meurt en 1361.

## Biographie

### Jeunesse et mariage
Inquiet de l'accroissement de l'influence du roi de France Philippe IV le Bel près de son comté, le comte Henri III de Bar se tourne vers le roi Édouard Ier d'Angleterre pour solliciter son assistance. Celui-ci décide alors de conclure une alliance matrimoniale avec le comte de Bar et lui fait épouser le 20 septembre 1293 à Bristol sa fille aînée Aliénor : cette dernière est alors âgée de 24 ans, mais est pourtant toujours célibataire, en dépit de ses fiançailles avec le roi Alphonse III d'Aragon, mort prématurément le 18 juin 1291 avant la conclusion de leur mariage. L'union d'Aliénor et d'Henri produit deux enfants : un fils, Édouard, et une fille, Jeanne. Cette dernière voit le jour aux alentours de 1295. Aliénor meurt subitement dès le 29 août 1298 et son époux est tué quatre ans plus tard lors d'un engagement militaire livré près de Naples. Les deux orphelins sont alors placés sous la protection de leurs oncles paternels, Renaud et Thiébaut de Bar, tous deux prélats et qui assurent jusqu'en 1310 la régence du comté de Bar en raison du jeune âge de leur neveu Édouard, proclamé comte dès l'annonce du trépas de son père. 
C'est sous la régence de ses oncles que les projets matrimoniaux de la jeune Jeanne voient le jour. Son grand-père maternel, le roi d'Angleterre, désire lui faire épouser John de Warenne, 7e comte de Surrey et 2e comte de Sussex. Ce dernier est le petit-fils d'un même John de Warenne, décédé en 1304 et qui a été un fidèle compagnon d'armes du roi Édouard. Le roi se veut redevable envers l'héritier de ce puissant magnat et accélère son mariage avec sa petite-fille. Au début du mois d'avril 1306, il émancipe le jeune John de Warenne, alors âgé de dix-neuf ans, et lui remet l'ensemble de ses terres en prévision de ses noces, bien qu'il ne soit alors pas encore majeur. Jeanne de Bar, qui doit avoir tout au plus environ onze ans lors de ses noces, se rend à l'invitation de son grand-père en Angleterre le 13 du même mois. Reçue fastueusement au palais de Westminster par Édouard Ier, Jeanne est fiancée au comte de Surrey, qui a sans doute dix ans de plus qu'elle, le 15 mai suivant. Après avoir été solennellement adoubé par le roi Édouard le 22 mai, John de Warenne épouse trois jours plus tard Jeanne en l'abbaye de Westminster.

### Première tentative d'annulation de mariage
En dépit de l'importance qu'acquiert son époux à la cour – en particulier après la mort d'Édouard Ier et l'avènement de son fils Édouard II le 7 juillet 1307 –, Jeanne de Bar se retrouve peu à peu négligée dans les château de Sandal et de Conisbrough où elle demeure. Dès 1309, le roi Édouard II donne son accord au comte de Surrey pour qu'il puisse désigner comme héritier n'importe lequel de ses bâtards, pourvu qu'il ne déshérite aucun enfant éventuel de son union avec son épouse, ce qui prouve les relations orageuses entre les époux. En juin 1313, le roi fait amener sa nièce du château de Conisbrough – où elle résidait jusque-là – à la Tour de Londres. La comtesse devient proche de sa tante-par-alliance, la reine Isabelle de France, bien que les deux femmes aient très probablement le même âge. Elle semble également avoir entretenu de très bonnes relations avec sa cousine Élisabeth de Clare – cette dernière lui léguera une image de Jean le Baptiste dans son testament en 1355. Pendant ce temps, le comte de Surrey vit ouvertement en concubinage avec sa maîtresse Maud de Nereford, qui lui donne plusieurs enfants illégitimes. 
En septembre 1314, John de Warenne entame une procédure d'annulation de son mariage afin d'épouser sa maîtresse, et invoque comme arguments qu'il a été contraint de consentir à cette union, qu'il est consanguin aux troisième et quatrième degrés avec son épouse et qu'il a engagé un précontrat de mariage avec sa maîtresse avant 1306. Jeanne de Bar conteste immédiatement la première assertion et lui rappelle qu'il avait accepté la proposition royale. Les deux autres arguments sont jugés peu convaincants par l'Église. Le différend entre les deux époux s'éternise pendant deux ans, date à laquelle le comte propose à son épouse un paiement annuel de 200 livres ainsi que la cession d'une terre d'un revenu annuel de 740 marcs en compensation de l'annulation. Jeanne refusant ce compromis, John de Warenne se tourne vers le roi qui, étonnamment, semble le favoriser. Désireux de légitimer ses deux fils illégitimes, il s'adresse ensuite au pape Jean XXII à la fin de 1316 mais sa requête reste infructueuse. Entretemps, Jeanne quitte l'Angleterre en août 1316 pour sa terre natale, où elle est reçue par son frère Édouard.

### Exil en Bar et réconciliation avec son époux
En dépit de sa séparation avec son époux, la comtesse de Surrey reçoit le soutien indéfectible de son frère aîné. En mai 1317, le comte de Pembroke – puissant magnat d'Angleterre proche du roi Édouard II – revient d'une mission diplomatique auprès du pape et est capturé à Étampes par le chevalier Jean de Lamouilly et emprisonné dans le comté de Bar. Il y demeure détenu jusqu'à ce qu'il accepte de payer la rançon exigée de 10 400 livres. Il est possible que cet enlèvement ait eu lieu à l'instigation du comte de Bar, par vengeance envers l'inaction du roi Édouard II et son manque de soutien envers sa nièce. Le comte de Pembroke est néanmoins libéré dès le mois suivant. Au cours de la même période, le comte de Surrey fait enlever Alice de Lacy, l'épouse du comte de Lancastre – ce dernier est non seulement le plus puissant magnat d'Angleterre, mais aussi le cousin germain d'Édouard II. Cette action a vraisemblablement été provoquée par l'opposition de ce dernier à l'annulation de son mariage. L'épisode déclenche ensuite une guerre privée entre les deux comtes, jusqu'à l'intervention du roi pour régler le différend. 
Par la suite, on ignore de ce qu'il advient de Jeanne de Bar jusqu'en mars 1325 – il est probable qu'elle réside toujours auprès de son frère. À ce moment-là, la reine Isabelle se rend en France pour y conclure la paix avec l'Angleterre, les deux royaumes étant entrés en conflit en Aquitaine l'année précédente, et reçoit la visite de son amie, la comtesse de Surrey. Les deux femmes restent plusieurs mois à la cour de France, d'autant que la reine Isabelle – désormais en froid avec son époux Édouard II – refuse de rentrer en Angleterre à partir de décembre 1325. Le comte de Surrey, missionné lui-même en France en août, y fait ses retrouvailles avec son épouse Jeanne et se réconcilie avec elle. Le couple retourne ensuite en Angleterre au début de l'année 1326. En janvier 1327, Édouard II est renversé par son épouse Isabelle en faveur de leur fils Édouard III. La reine devient régente du royaume pour son fils et récompense la comtesse de Surrey pour sa loyauté en annulant le règlement de la succession de son époux conclu en 1309. La même année, les époux voyagent ensemble à l'étranger au cours d'une mission diplomatique du comte.

### Nouvelle séparation, régence en Bar et dernières années
Mais les relations entre Jeanne de Bar et son mari se crispent à nouveau en 1337. La comtesse quitte une seconde fois l'Angleterre pour le comté de Bar, tandis que son époux a retrouvé une maîtresse en la personne de la jeune Isabelle de Holland et escompte de lui léguer l'intégralité de ses biens. Il entreprend une nouvelle procédure de divorce en 1345. Jeanne revient en Angleterre pour présenter sa défense et se voit confirmer par Édouard III la possession des terres qu'elle détient de son plein droit. Déterminé à rompre son mariage, le comte affirme devant la commission ecclésiastique convoquée qu'il a entretenu avant 1306 une liaison adultérine avec Marie d'Angleterre, une des tantes de Jeanne. La liaison que Marie aurait supposément eue avec le comte rendrait nulle son union avec Jeanne. Cette déclaration n'est pas considérée comme suffisante par l'Église, notamment parce que Marie est morte depuis 1332 et qu'aucune preuve ne peut accréditer la thèse du comte de Surrey. John de Warenne meurt en juin 1347 sans avoir pu être démarié et l'essentiel de ses possessions est hérité par son neveu, le comte d'Arundel. Le reste de ses possessions est légué à sa maîtresse et à ses divers enfants illégitimes. Jeanne de Bar ne reçoit quant à elle aucune part de l'héritage de son mari.
Entretemps, Jeanne est retournée en Bar dès la fin de 1345, à la suite du décès prématuré de son neveu Henri IV de Bar. Ce dernier laisse deux fils encore jeunes, Édouard et Robert, qui deviennent respectivement comtes en 1344 et 1352. Leur mère Yolande de Flandre assure la régence du comté en leur nom jusqu'à ce que le roi de France Jean II le Bon confie cette fonction à Jeanne de Bar le 27 juillet 1352. Yolande de Flandre, qui a renoncé à la régence dans un premier temps, revient sur sa décision et lève des troupes pour combattre Jeanne de Bar. Face à cette menace, Jean le Bon doit personnellement intervenir et oblige Yolande à s'incliner le 2 juillet 1353. Pourtant, trois ans plus tard, le roi de France est capturé par les Anglais à la bataille de Poitiers le 19 septembre 1356 et emmené prisonnier à la cour d'Édouard III d'Angleterre. Sa reddition prive Jeanne de Bar de tous ses soutiens et la force à abandonner la régence du comté de Bar en faveur de Yolande de Flandre. Elle retourne en Angleterre, où elle autorisée à rendre visite au roi de France, qui y est détenu captif. Selon certains, elle serait devenue sa maîtresse pendant son incarcération, mais il n'existe aucun preuve au sujet de cette éventuelle liaison. Jeanne de Bar meurt le 31 août 1361 à Londres, à l'âge d'environ 65 ans.